# پل رند
پل رند (انگلیسی: Paul Rand; ۱۵ اوت ۱۹۱۴ – ۲۶ نوامبر ۱۹۹۶) یک گرافیست و کارگردان هنری اهل ایالات متحده آمریکا بود که با طراحی لوگو ی شرکت‌هایی چون IBM، انرون، Morningstar, Inc, Westinghouse, ABC و نکست شناخته می‌شود. بین گرافیست‌های آمریکایی، او از پیشگامان پیروی از سبک سوئیسی است.
طراحی که در بروکلین به دنیا آمده و تا حد زیادی خود آموخته بود و به عنوان کارگردان هنری ارشد در آژانس ویلیام اچ وینتراب کار می‌کرد. تنها شش سال قبل از آن با معرفی وضوح در مدرنیسم اروپا دارای اعتبار شد و جلد کتاب‌ها، پوسترها و تبلیغات از امضای وی پوشیده شد. در آن زمان هنوز جوان بود و لوگوهای معروف آی بی ام، ای بی سی، و وستینگهاوس را طراحی نکرده بود. القای او در تصدی باشگاه مدیران هنری تالار مشاهیر، منصب اش در دانشکده هنر دانشگاه ییل، مدال AIGA، از او به عنوان بزرگ‌ترین طراح کشورش در سال فوت وی در۱۹۹۶ یاد می‌کند. سی و سه سالگی برای نوشتن کتاب خیلی زود است اما راند برای این کار آماده بود.
پاول رند اعتراف کرد که تمام عمرش را به عنوان یک نویسنده در ناامنی به سر برده بود، و اشتیاق او به طراحی بود که از او شخص مؤثری را ساخت. در دوران اشتغالش در خیابان مدیسون، آموخت که با خلاصه‌ترین طرح، بیشترین را بگوید. در نتیجه، این کتاب به سادگی کتاب داستانی کودکانه است، جملاتی کوتاه، اما واضح و تصاویری زنده، و پویا. ظاهراً، چیزی بیش از یک کتاب دستور العمل ساده نیست که نمونه‌هایی از کارهای خود طراح است. اما در واقعیت این کتاب، یک بیانیه، و یک تعریف عملی از آن چیزی است که یک طرح خوب را به اصطلاح خوب می‌کند. شاید، این مطلب به‌طور مستقیم در کتاب گفته نشده باشد، اما زیباترین جمله ای که می‌توان در ابتدا به کتاب راند نسبت داد: صفات " زیبا و مفید " است. او می‌گوید، مهم نیست طرح چقدر زیبا باشد اما اگر بی ربط باشد، طرح خوبی نیست. لازلو موهولی ناگی دربارهٔ پاول راند می‌گوید:" او یک آرمانگرا و واقع گراست که هم از زبان شاعر و هم از زبان طراحی برای بیان مقاصدش استفاده می‌کند.
وی همچنین بین سال‌های ۱۹۵۶–۱۹۶۹ و ۱۹۷۴–۱۹۸۵ استاد دانشگاه ییل شهر نیو هیون آمریکا بود.

## زندگی
پل رند (پرتز روزنباوم) در ۱۵ اوت ۱۹۱۴ در بروکلین نیویورک متولد شد. او کارش را خیلی زود با با طراحی سردر فروشگاه پدرش آغاز کرد. او بیشتر یک طراح خودآموخته بود که با دیدن آثار لاسلو موهولی ناجی و کاساندره در مجلات نسبت به طراحی گرافیک آشنایی پیدا کرد اما بعدها آموزش آکادمیک نیز دید. وی به عنوان «پیکاسو و طراحی گرافیک،» شهرت یافته‌است و یکی از با نفوذترین طراحان در تاریخ چاپ شناخته شده‌است. حرفه‌ای افسانه ای او در شکل‌گیری طراحی گرافیک تأثیر به سزایی داشته، و پیشرفت او در نقش‌های متفاوت و حوزه نفوذ مختلف به منزله نقشه ای برای طراحی گرافیک حرفه‌ای محسوب می‌شود. از زمان وارد کردن این حرفه در ارتقاء رسانه‌ها و طراحی جلد در Enquire ساخت معاصر، هنر طراحی در کمپین‌های تبلیغاتی، تا طراحی برخی از لوگوهای شرکت‌ها در قرن بیستم، از جمله IBMABC. را در بر می‌گیرد از طرف موزه هنر مدرن او یکی از ده نفر برتر هنری در تاریخ نامگذاری شد، و تمجیدهای متعددی که از او شده شامل جایزه از AIGA، باشگاه مدیران هنری نیویورک نیویورک بوده است.